# نهر بيلكومايو
نهر بيلكومايو، هو نهر يقع في وسط أمريكا الجنوبية. عند 1,100 كيلومتر (680 ميل) طويلاً ،  وهو أطول رافد غربي لنهر باراغواي. تبلغ مساحة حوض الصرف 270,000 كيلومتر مربع (100,000 ميل2) في المنطقة، ومتوسط تصريفه 200 متر مكعب لكل ثانية (7,100 قدم3/ث). على طول مسارها، ينقسم بيلكومايو إلى فرعين رئيسيين، الشمال والجنوب. بعد بعض المسافة، تنضم هذه الفروع مرة أخرى لتشكيل بيلكومايو السفلي. 
ويرتفع بيلكومايو في سفوح سلسلة جبال الأنديز في مقاطعة اورورو في بوليفيا، شرق بحيرة Poopó . يعتبر نهر جاشا جوهو أصل بيلكومايو.  يستقبل نهر جاشا جوهو على التوالي أسماءأغواس كالينتس و كاشي مايو. من نقطة التقاء شيلاوا (تشيلاهوا)، يسمى النهر بيلكومايو.   من هناك، يتدفق في اتجاه جنوبي شرقي عبر مقاطعتي شوكيساكا وتاريا، ويمر عبر مقاطعة فوزرموزا الأرجنتينية وسهول غران تشاكو في باراغواي، ويشكل معظم الحدود بين هذين البلدين قبل أن ينضم إلى نهر باراغواي بالقرب من اسونسيون. تقع حديقة ريو بيلكومايو الوطنية على الجانب الأرجنتيني من الحدود. كما أنها تشكل جزءًا قصيرًا من الحدود بين الأرجنتين وبوليفيا، قبل النقطة الثلاثية بين الأرجنتين وبوليفيا وباراغواي.

## المستوطنات البشرية
ويعيش في حوض النهر ما يقرب من 1.5 مليون نسمة: مليون في بوليفيا، و 300 ألف في الأرجنتين ، و 200000 في باراغواي.
وتعيش قبيلة ناكوتوي الهندية في المنطقة الجنوبية من بيلكومايو، وهي منطقة تقع على طول النهر في وسط باراغواي.  السكان الأصليون لهذه القبيلة هم من نسل قبيلة Redskin المشهورة. تعامل Natokoi جميع الجيران كأعداء، ولكن ليس أكثر من قبيلة توباس وقبيلة Nimká، جيرانهم في الجنوب الغربي والشمال الشرقي. لطالما كانت حرب العصابات قائمة بين القبائل، مما أدى إلى عزل القبيلة عن الاتصال المباشر مع المستوطنين الأوروبيين في أواخر القرن التاسع عشر. عادة ما يكون رجال هذه القبيلة طويل القامة ونحيفين، يبنون مثل الصيادين أو المحاربين، بينما النساء قصيرات الحجم.  فستان Natokoi في سجادة، ومثبت حول خط الخصر.

صيادون محليون بشباك صيد يعبرون ريو بيلكومايو 1908.